# Hans Christian Schmidt
Hans Christian Schmidt (ur. 25 sierpnia 1953 w Nustrup w Vojens) – duński polityk, kilkakrotnie minister, deputowany do Folketingetu.

## Życiorys
Ukończył wyższą szkołę nauczycielską (Haderslev Seminarium). Od 1977 pracował jako nauczyciel w szkołach w rodzinnej gminie. W 1984 został zastępcą inspektora. Od 1982 do 2001 zasiadał w radzie gminy Vojens, przewodniczył przez lata Komisji Edukacji i Opieki Społecznej. W okresie 1998–2001 zajmował stanowisko zastępcy burmistrza.
W 1994 uzyskał mandat do duńskiego parlamentu z listy liberalnej partii Venstre, skutecznie ubiegał się o reelekcję w kolejnych (1998, 2001, 2005, 2007, 2011, 2015, 2019 i 2022).
Od 2001 do 2004 był ministrem środowiska w rządzie Andersa Fogh Rasmussena, następnie do 2007 sprawował urząd ministra ds. żywności, rolnictwa i rybołówstwa. Powrócił do administracji rządowej w 2010, kiedy to zastąpił Larsa Barfoeda na funkcji ministra transportu w gabinecie Larsa Løkke Rasmussena. Urząd ten sprawował do 2011. W 2015 ponownie wszedł w skład rządu jako minister transportu i budownictwa u Larsa Løkke Rasmussena. Zakończył urzędowanie w 2016.